# Cadena de favors
Cadena de favors (títol original en anglès, Pay It Forward) és una pel·lícula estatunidenca del 2000, dirigida per Mimi Leder. Protagonitzada per Haley Joel Osment, Kevin Spacey, Helen Hunt i Jon Bon Jovi en els papers principals. Basada en la novel·la homònima de Catherine Ryan Hyde. Ha estat traduïda al català.
Guardonada amb el Premi Blockbuster Entertainment de Blockbuster Inc, l'actor secundari favorit, gènere drama/romanç.

## Argument
Eugene, un professor de ciències socials de 7é grau amb marques de cremades a la cara, decideix assignar als seus estudiants la tasca de buscar mètodes per millorar el món, almenys a la comunitat que els envolta. Trevor pren molt seriosament la proposta del seu professor i inventa un sistema molt fàcil: la seva idea consisteix a ajudar a tres persones en alguna cosa que no podrien aconseguir per si mateixos, i en lloc que el favor li sigui retornat a un, cadascuna d'aquestes tres persones han d'ajudar a tres persones i així successivament. Per a sorpresa de tots, la desinteressada proposta causa furor entre la gent.